# Kaare Norge
Kaare Norge (født 12. juli 1963 i Brørup) er en dansk klassisk guitarist.
Han er uddannet på Det Jyske Musikkonservatorium i 1988, og den klassiske musiks både kendte og ukendte værker er at finde på hans repertoire, der også inkluderer populær- og folkemusik.
Har gennem i løbet af sin karriere givet over 2000 koncerter i ind- og udland, og han blev i 1991 den første klassiske musiker, der spillede på Roskilde Festival.
Siden 2007 har Kaare Norge i udlandet været mest kendt for sine transskriptioner af klaverværker som Chopins Nocturne op 9.No 2, Bachs 4 Partita i D Dur BWV 828. Bach‘s Air, BWV1068 og Jacob Gades "Tango Jalousi". Men kendt er han blandt andet også for albummet “Morning has broken” (1998) på hvilket Led Zeppelin's "Stairway to Heaven" indgår i en ny version med strygere. Også Kaare Norges Carl Nielsen-album "The Song The Melody" solgte i 2015 pænt i udlandet.

## Diskografi
- 1991 - Tango
- 1992 - Con Amore
- 1993 - Bach, Rodrigo, Paganini
- 1994 - La Guitarra
- 1996 - Movements
- 1996 - Guitar Player
- 1998 - Made of Dreams (med Claus Raahauge)
- 1998 - Morning Has Broken
- 1998 - Classic
- 1999 - Christmas
- 2000 - La Cumparsita
- 2001 - A Mi Amor
- 2002 - Guitarra La Classica
- 2003 - Here Comes the Sun
- 2004 - Silence of the Spanish Guitar
- 2005 - Recital
- 2006 - Fantasia
- 2006 - Portrait of an artist (dvd-video, produceret og fotograferet af Jesper Brinck)
- 2009 - Viva La Musica
- 2011 - Beatles from My Heart
- 2011 - Denmark
- 2013 - Fiesta
- 2015 - The Song The Melody – Carl Nielsen
- 2018 - Variation
- 2021 - Amoroso